# Villanueva del Río y Minas (kommunhuvudort)
Villanueva del Río y Minas är en kommunhuvudort i Spanien.   Den ligger i provinsen Provincia de Sevilla och regionen Andalusien, i den sydvästra delen av landet, 400 km sydväst om huvudstaden Madrid. Villanueva del Río y Minas ligger 67 meter över havet och antalet invånare är 5 213.
Terrängen runt Villanueva del Río y Minas är platt åt sydväst, men åt nordost är den kuperad. Runt Villanueva del Río y Minas är det ganska tätbefolkat, med 65 invånare per kvadratkilometer. Närmaste större samhälle är Lora del Río, 16,4 km öster om Villanueva del Río y Minas. Omgivningarna runt Villanueva del Río y Minas är huvudsakligen savann.